# Corky und der Zirkus
Corky und der Zirkus (Originaltitel: Circus Boy) ist eine in Schwarzweiß gedrehte US-amerikanische Fernsehserie, die von 1956 bis 1957 auf NBC (erste Staffel) bzw. ABC (zweite Staffel) zu sehen war. Die Hauptrolle spielt Micky Dolenz, der spätere Schlagzeuger der Band The Monkees, unter dem Pseudonym Micky Braddock. Die Serie umfasst zwei Staffeln mit 49 Folgen zu je 25 Minuten.

## Handlung
In den späten 1890er Jahren: Nachdem die Eltern des 12-jährigen Corky bei einem Trapezunfall ums Leben gekommen waren, wurde der Junge von Joey, dem Clown und der gesamten Zirkusfamilie Burke und Walsh adoptiert.
Corky findet im Zirkus schnell eine Rolle als Wasserträger für Bimbo, ein Elefantenbaby, das er später als sein Haustier betrachtet. Auf dem Rücken von Bimbo kämpft Corky mit den Problemen der Erwachsenen und hilft ihnen, darunter Joey, dem Besitzer Big Tim Champion und dem Zirkusdirektor Pete, den Erfolg des Zirkus aufrechtzuerhalten, während die reisende Show jede Woche von Stadt zu Stadt zieht. 

## Ausstrahlung
Corky und der Zirkus hatte seine Premiere am 23. September 1956 auf NBC. Ab der zweiten Staffel wechselte die Serie 1957 zu ABC. Im deutschen Fernsehen, wo nur 31 der insgesamt 49 Folgen zu sehen waren, erfolgte die Ausstrahlung erstmals am 19. Oktober 1957 in der ARD, ab dem 23. Oktober 1966 unter dem Titel Zirkusgeschichten auch im Fernsehen der DDR.